# François Nkotti
François Nkotti, alias Desto, né le 15 février 1951 à Bonassama-Souza et mort le 4 août 2021 à Douala, est un artiste chanteur, auteur-compositeur-interprète camerounais.
Il est maire de Bonaléa de 2002 à 2013.

## Biographie

### Enfance, formation et débuts
François Nkotti nait en février 1951 à la maternité Bonassama-Souza dans la commune de Bonaléa, localité située à environ 30 km de Douala. Il fait ses études primaires dans son village natal à Souza.
Né au sein d’une famille pieuse et très pratiquante, il est d’abord enfant de chœur avant d'intégrer la chorale de la paroisse de Souza. A peine âgé de 14 ans, il quitte le collège Erbert alors qu’il est en classe de 5ème et embrasse le monde professionnel. Il est recruté comme agent d’entretien à la Regifercam.
Il quitte Souza pour Douala pour y rejoindre son parrain qui souhaite ouvrir un cabaret dancing à Deido où il rejoint le groupe Fantastic boy’s. C'est alors que sa carrière musicale débute.

### Carrière Musicale
Nkotti François est considéré comme un ténor du Makossa. Il est le chanteur principal de l'orchestre Les Fantastic Boys. Dans les années 1970, il fonde le célèbre groupe Les BlackStyls qu'il forme avec Toto Guillaume, Émile Kangue et Yves Lobe.
En 1993, il crée FOMARIC (foire musicale, artistique, industrielle et commerciale), une rencontre annuelle qui devient rapidement l'évènement culturel et commercial le plus important de la ville de Douala. En 2018, il préside la célébration du 25ème anniversaire du Festival Fomaric en présence du Ministre de la Culture Narcisse Mouelle Kombi.

### Carrière Politique
Il est élu maire de la commune de Bonaléa en 2002 pour un mandat de 5 ans. Il est reconduit à la tête de la commune pour un second mandat au terme des élections municipales de 2007 et occupe la fonction de Maire jusqu'en 2013.
Il décède le 4 août 2021 à l'hôpital général de Douala de suite d'un malaise. Il a fait paraître avant sa mort, “On m’appelle Desto”, une autobiographie dans laquelle il revient sur son parcours.